# Scapania microdonta
Scapania microdonta là một loài rêu trong họ Scapaniaceae. Loài này được (Mitt.) K. Müller mô tả khoa học đầu tiên năm 1905.